# Dean Fraser

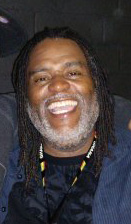
Dean Fraser 2008 in Birmingham

Dean Fraser (auch: Dean Frazer; voller Name: Dean Ivanhoe Fraser; * 4. August 1957 in Kingston (Jamaika)) ist ein jamaikanischer Reggae-Saxophonist. Er hat seit Beginn seiner Karriere Ende der 1970er Jahre zahlreiche bedeutende Reggae-Musiker bei hunderten Plattenaufnahmen und Live-Auftritten als Blasmusiker begleitet.

## Leben und Karriere
Als Jugendlicher fing Dean Fraser an, Klarinette zu spielen, bevor er durch seinen Lehrer Babe O’Brian ans Saxophon herangeführt wurde. Früh lernte er Ronald „Nambo“ Robinson and Junior „Chico“ Chin kennen, mit denen er eine Bläsergruppe bildete, die ab den 1980ern zu den besten Jamaikas gehörte. Fraser spielte seit Anfang der 1970er in verschiedenen Bands, mit denen er gewisse Erfolge bei kleineren Auftritten hatte. Seit Mitte der 1970er wirkte er bei ersten Plattenaufnahmen mit. Die erste bedeutende entstand 1977, nachdem Fraser zur We the People Band von Lloyd Parks gestoßen war, die Dennis Brown bei einigen von Joe Gibbs produzierten Aufnahmen begleitete. Im Jahr darauf nahm Produzent Gibbs mit Fraser dessen erstes, unter seinem eigenen Namen veröffentlichtes Album Black Horn Man auf. Weitere frühe Dean-Fraser-Alben entstanden 1979 mit Pure Horns und Double Dynamite, dann 1980 Revolutionary Sounds mit Produzent Donovan Germain.
Zu einer Zusammenarbeit des Bläser-Trios Fraser, Robinson und Chin mit Bob Marley und den Wailers kam es beim 1979 herausgekommenen Album Survival.
Fraser hatte ein Solo im Song Wake Up and Live und wurde auf dem Album unter Special Thanks to: als Beteiligter erwähnt. Fraser war zu der Zeit gerade Anfang 20, er wurde noch Dean „Youth“ Fraser genannt. Bob Marley blieb immer Frasers Idol, dem er musikalisch verbunden ist. Auf dem Reggae Sunsplash 1981, kurz nach Bob Marleys Tod, spielte Fraser in Erinnerung an ihn eine Instrumentalversion von Marleys Redemption Song, der Auftritt brachte Fraser auch einen Publikumserfolg und größere Bekanntheit als Solo-Künstler ein. Mitte der 1990er Jahre brachte Fraser zu Ehren der Reggae-Legende die Alben Dean Plays Bob und Dean Plays Bob, Volume II heraus.
Fraser brachte in den Jahrzehnten seit den 1980ern stets auch als Solokünstler zahlreiche Platten heraus; seine noch prägendere Wirkung auf die jamaikanische Musik entfaltete der Saxophonist aber wohl als Begleitung anderer Reggae-Musiker und -Bands. Seit Ende der 1970er begleitete Fraser als Studio-Musiker viele der großen Namen des Reggae und Dancehall: Darunter Peter Tosh (Mama Africa, 1983), Israel Vibration, Sly & Robbie, Jimmy Cliff, The Melodians, Bunny Wailer, Gregory Isaacs und John Holt. Fraser wirkte 1983 an der LP Anthem von Black Uhuru mit, arbeitete 1987 mit Yellowman zusammen an Dont't Burn It Down und 1989 mit Mutabaruka an dessen Album Any Which Way... Freedom. Er spielte Saxophon für Burning Spear und Eek-A-Mouse ebenso wie für Loversrocker Maxi Priest oder die britische Dub-Band Dub Syndicate (Ital Breakfast, 1996). Fraser hat als Session-Musiker auch an Produktionen vieler namhafter Dancehall-Musiker der 1990er Jahre und Vertretern des modernen Roots bis in die Gegenwart mitgewirkt: Darunter Buju Banton (Mr. Mention, 1994), Beenie Man (Maestro, 1996), Sizzla, Anthony B, Luciano, Capleton und Damian „Jr. Gong“ Marley (Welcome to Jamrock, 2005). Fraser begleitete Garnett Silk, Morgan Heritage, Beres Hammond, und er wirkte 2010 auch am Album Diversity des deutschen Reggae-Musikers Gentleman mit. Ab 1988 war Fraser auch als Vocal Arranger für den Produzenten Augustus „Gussie“ Clarke und dessen Music Works Studios tätig und war dabei unter anderem an Aufnahmen von Gregory Isaacs, Cocoa Tea, Freddie McGregor und Dennis Brown beteiligt.
Fraser begleitete als Saxophonist andere Musiker nicht nur im Studio, sondern auch auf der Bühne; so trat er schon in den 1980ern mit Sly & Robbie auf. In den 1990ern war Fraser zusammen mit der 809 Band mehrfach mit verschiedenen Reggae-Künstlern auf Europa-Tourneen, darunter Dennis Brown, Sugar Minott und Beres Hammond. 2014 war er Teil der Live-Band bei den Aufnahmen für das MTV-Unplugged-Album von Gentleman in Köln.

## Ehrungen
- 1993: Musgrave Medal
- 2009: Order of Distinction, Officer Class (OD)[2]

## Diskographie (Auswahl)
- Black Horn Man (1978)
- Pure Horns (1979)
- Double Dynamite (1979)
- Revolutionary Sounds (1980)
- A Touch of Sax (1982)
- Pumping Air (1984)
- Big Bad Sax (1988)
- Dean Fraser Sings and Blows (1988)
- Moonlight (VP Records, 1991)
- Call on Dean (VP Records, 1991)
- Taking Chances (RAS Records, 1992)
- Dean Plays Bob (RAS Records, 1994)
- Mystical Sax (1995)
- The Verdict (VP Records, 1996)
- Dean Plays Bob, Volume II (RAS Records, 1996)
- Jesus Loves Me (1997)
- Slow Melodies (VP Records, 1997)
- Big Up! (Island Records, 1998)
- Sax of Life (VP Records, 2003)